# Fofancewo
Fofancewo (ros. Фофанцево) – wieś w Rosji, w rejonie wołogodzkim obwodu wołogodzkiego. W 2010 r. liczyła 861 mieszkańców.